# Gare de Heist
La gare de Heist (en néerlandais : station Heist) est une gare ferroviaire belge de la ligne 51B, de Y Dudzele à Knokke, située à Heist, section de la commune de Knokke-Heist, dans la province de Flandre-Occidentale en Région flamande.
Elle est mise en service en 1868 par la Compagnie du chemin de fer de Bruges à Blankenberghe avant d'être reprise par l'administration des chemins de fer de l'État belge en 1876 et déplacée d'environ 600 mètres vers le Sud en 1951. C'est une gare de la Société nationale des chemins de fer belges (SNCB) desservie par des trains InterCity (IC) et Heure de pointe (P).

## Situation ferroviaire
Établie à 6 mètres d'altitude, la gare de Heist est située au point kilométrique (PK) 10,800 de la ligne 51B, de Y Dudzele à Knokke, entre les gares de Bruges-Saint-Pierre et de Duinbergen.

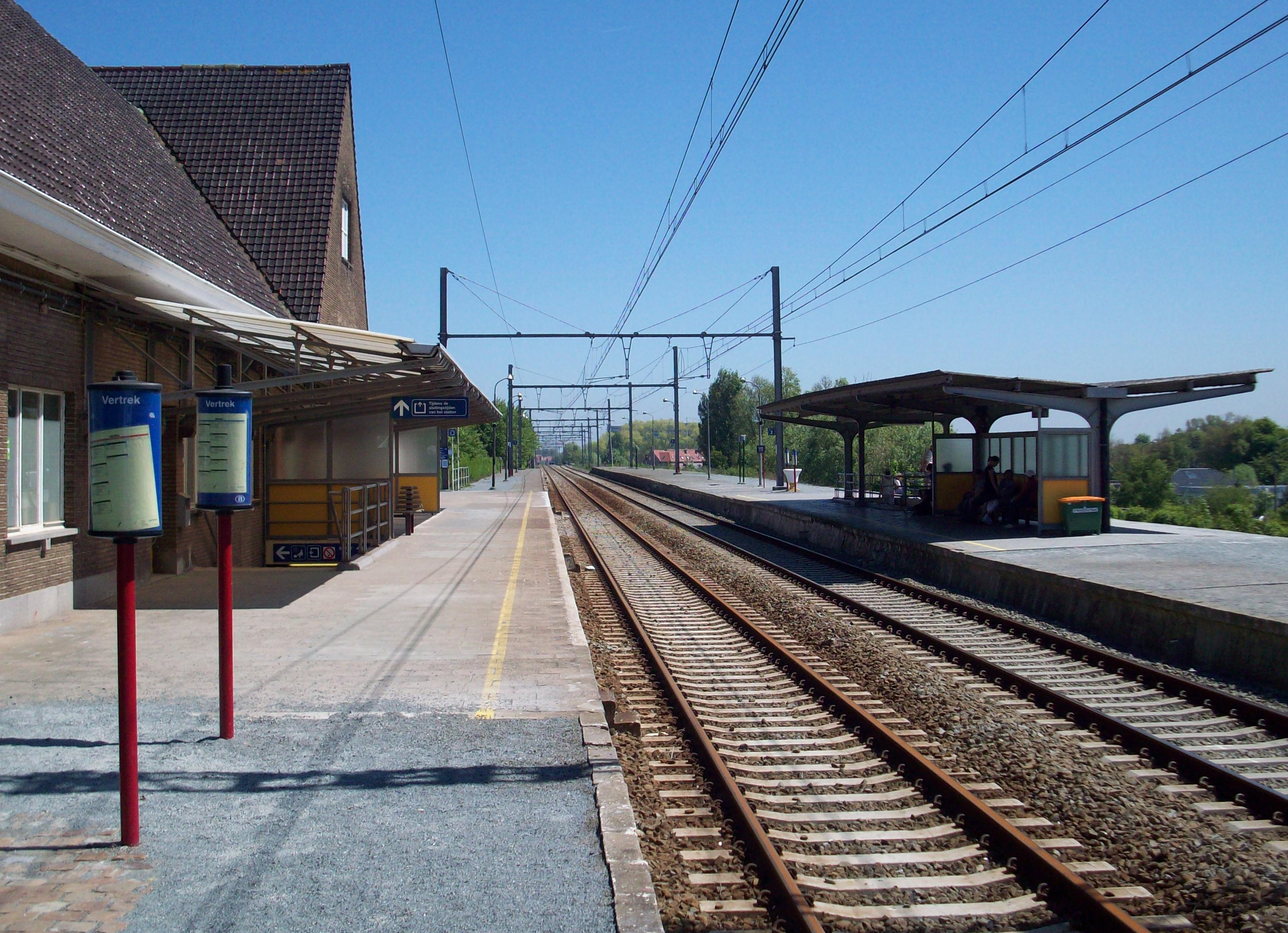
Intérieur de la gare

## Historique
La station de « Heyst » est mise en service le 22 juillet 1868 par la Compagnie du chemin de fer de Bruges à Blankenberghe, lorsqu'elle ouvre à l'exploitation le prolongement jusqu'à Heist par la « digue du comte Jean », de sa ligne de Bruges à Blankenberge. Elle est installée au croisement de la rue du Kursaal et du boulevard Léopold II, les installations comprennent des bâtiments provisoires en bois. Gare terminus, elle est desservie par des trains venant de Bruges via Blankenberge et Zeebruges.
Les installations, toujours provisoires, sont reprises en 1878, comme la ligne, par l'administration des chemins de fer de l'État belge. La création du port de Zeebruges réalisée au début des années 1900 nécessite la création d'une nouvelle ligne directe entre Bruges et Zeebruges, mise en service en 1906. Les trains voyageurs desservant Heyst ne passent plus par Blankenberge qui est maintenant située sur la ligne de Bruges à Heyst via Zeebrugge, toutefois, en dépit de réclamations du conseil communal, l'emplacement de la ligne est toujours celui d'origine à même le sol.
Durant la Première Guerre mondiale, les Allemands prolongèrent la ligne en direction de Knokke, uniquement pour un usage militaire. Station d'échange avec le tramway à vapeur vicinal, Heyst devient une gare de passage, lors du prolongement de la ligne commerciale jusqu'à Knokke le 29 juin 1920.
La création d'un nouveau tracé en limite sud de la station balnéaire, déjà demandée en 1890, fait l'objet de projets en 1909 et 1912 mais la guerre reporte le projet qui est relancé en 1937 et formalisé en 1939. Toutefois la survenue de la Seconde Guerre mondiale reporte à nouveau les travaux lesquels débutent véritablement en 1947.
Le 15 décembre 1951, est inaugurée la nouvelle gare située sur le nouveau tracé, plus au sud. L'ancienne gare en bois est supprimée et le nouveau bâtiment due à l'architecte brugeois Dugardijn s'articule sur deux niveaux en raison de l'implantation des voies sur un important remblai.
Au début des années 1980, l'agrandissement du port de Zeebruges, avec la création de bassins en amont des écluses, nécessite une nouvelle évolution des lignes. Le 31 mai 1983 est inaugurée la ligne 51B de (Bruges) Y Dudzele à Knokke via Heist. La physionomie de la gare de Heist n'est pas modifiée.

### Nom de la gare
Le nom de la gare alterne entre français et flamand : lors de l'ouverture de la station elle est appelée « Heyst » ou « Heyst-sur-Mer », puis devient officiellement « Heist » le 1er février 1938.

## Service des voyageurs

### Accueil
Gare SNCB, elle dispose d'un bâtiment voyageurs, avec guichets, ouvert tous les jours. Des aménagements, équipements et services sont à la disposition des personnes à la mobilité réduite.

### Desserte
Heist est desservie par des trains InterCity (IC) en relation horaire cadencée et, uniquement en semaine, par des trains d’heure de pointe (P) de la SNCB (voir brochure de ligne). Des trains supplémentaires (T), à destination de Blankenberge, sont mis en circulation pendant la saison touristique. 
La desserte comprend :
- des trains IC entre Knokke et Brussels-Airport-Zaventem (en semaine comme les week-ends) ;
- quatre trains P entre Knokke et Bruges (en début de journée) ;
- deux trains P entre Bruges et Knokke (en début d'après-midi) ;
- deux trains P entre Bruges et Knokke (en début de soirée).

Durant les vacances d'été, neuf trains supplémentaires (T) aller-retour entre Bruges à Knokke desservent Duinbergen et sont répartis sur toute la journée dans chaque sens en semaine et les week-ends.

### Intermodalité
Un parc pour les vélos et un parking pour les véhicules y sont aménagés. Elle est desservie par des bus, la station du tramway de la côte belge est située à environ 700 mètres au nord à proximité de l'emplacement de la première gare.

## Comptage voyageurs
Ce graphique et tableau montre le nombre de voyageurs embarquant en moyenne durant la semaine, le samedi et le dimanche.
| Nombre de passagers qui embarquent à la gare de Heist | Nombre de passagers qui embarquent à la gare de Heist | Nombre de passagers qui embarquent à la gare de Heist | Nombre de passagers qui embarquent à la gare de Heist |
|                                                       | Semaine                                               | Samedi                                                | Dimanche                                              |
| ----------------------------------------------------- | ----------------------------------------------------- | ----------------------------------------------------- | ----------------------------------------------------- |
| 1977                                                  | 890                                                   | 345                                                   | 348                                                   |
| 1978                                                  | 820                                                   | 339                                                   | 267                                                   |
| 1979                                                  | 908                                                   | 434                                                   | 296                                                   |
| 1980                                                  | 910                                                   | 365                                                   | 327                                                   |
| 1981                                                  | 1 000                                                 | 419                                                   | 569                                                   |
| 1982                                                  | 760                                                   | 210                                                   | 435                                                   |
| 1983                                                  | 773                                                   | 254                                                   | 224                                                   |
| 1984                                                  | 630                                                   | 355                                                   | 299                                                   |
| 1985                                                  | 836                                                   | 340                                                   | 319                                                   |
| 1986                                                  | 703                                                   | 296                                                   | 402                                                   |
| 1987                                                  | 715                                                   | 327                                                   | 444                                                   |
| 1988                                                  | 553                                                   | 259                                                   | 351                                                   |
| 1989                                                  | 523                                                   | 252                                                   | 382                                                   |
| 1990                                                  | 500                                                   | 241                                                   | 296                                                   |
| 1991                                                  | 556                                                   | 331                                                   | 289                                                   |
| 1992                                                  | 566                                                   | 340                                                   | 379                                                   |
| 1993                                                  | 593                                                   | 354                                                   | 374                                                   |
| 1994                                                  | 504                                                   | 169                                                   | -                                                     |
| 1995                                                  | 567                                                   | 280                                                   | 297                                                   |
| 1996                                                  | 406                                                   | 220                                                   | 252                                                   |
| 1997                                                  | 519                                                   | 309                                                   | 370                                                   |
| 1998                                                  | 364                                                   | 231                                                   | 250                                                   |
| 1999                                                  | 390                                                   | 243                                                   | 294                                                   |
| 2000                                                  | 456                                                   | 216                                                   | 300                                                   |
| 2001                                                  | 440                                                   | 228                                                   | 254                                                   |
| 2002                                                  | 384                                                   | 199                                                   | 280                                                   |
| 2003                                                  | 441                                                   | 285                                                   | 272                                                   |
| 2004                                                  | 368                                                   | 244                                                   | 319                                                   |
| 2005                                                  | 448                                                   | 246                                                   | 297                                                   |
| 2006                                                  | 434                                                   | 302                                                   | 306                                                   |
| 2007                                                  | 428                                                   | 243                                                   | 254                                                   |
| 2008                                                  | -                                                     | -                                                     | -                                                     |
| 2009                                                  | 367                                                   | 211                                                   | 266                                                   |
| 2010                                                  | -                                                     | -                                                     | -                                                     |
| 2011                                                  | -                                                     | -                                                     | -                                                     |
| 2012                                                  | 492                                                   | 274                                                   | 344                                                   |
| 2013                                                  | 413                                                   | 188                                                   | 201                                                   |
| 2014                                                  | 431                                                   | 250                                                   | 259                                                   |
| 2015                                                  | 426                                                   | 191                                                   | 239                                                   |
| 2016                                                  | 371                                                   | 84                                                    | 177                                                   |
| 2017                                                  | 393                                                   | 186                                                   | 260                                                   |
| 2018                                                  | 421                                                   | 149                                                   | 162                                                   |
| 2019                                                  | 414                                                   | 208                                                   | 258                                                   |
| 2020                                                  | 293                                                   | 166                                                   | 99                                                    |
| 2021                                                  | -                                                     | -                                                     | -                                                     |
| 2022                                                  | 427                                                   | 192                                                   | 219                                                   |
| 2023                                                  | 387                                                   | 336                                                   | 305                                                   |
| 2024                                                  | 413                                                   | 205                                                   | 256                                                   |

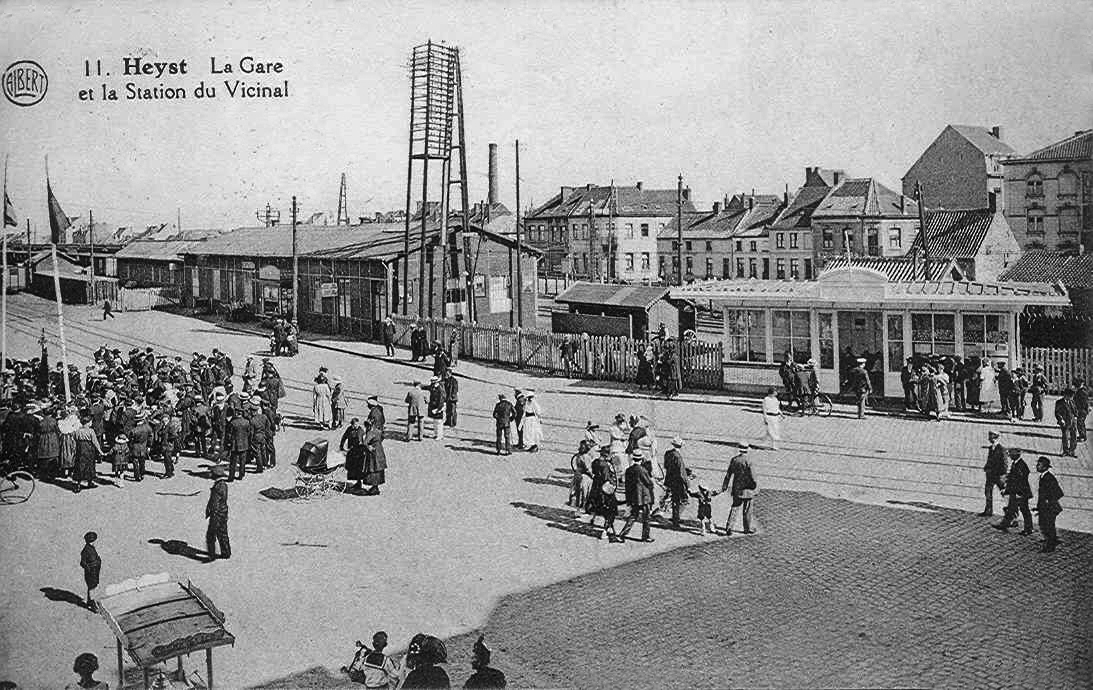
Première gare vers 1900.
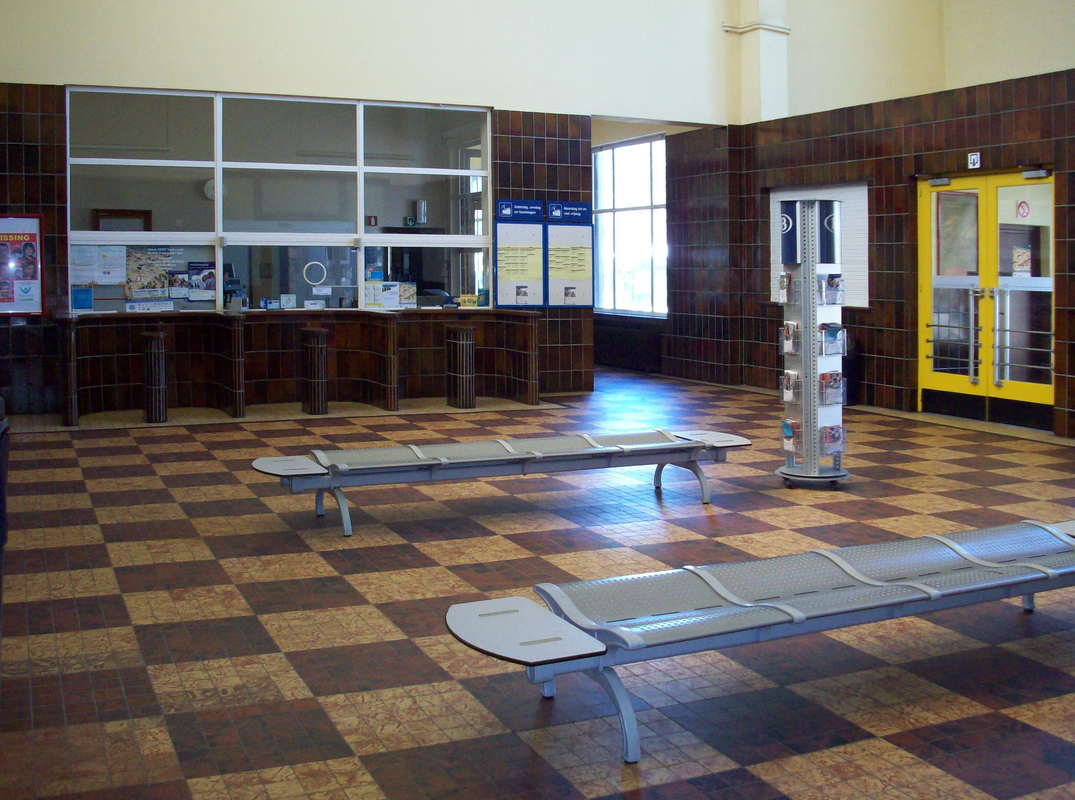
Hall et guichets.
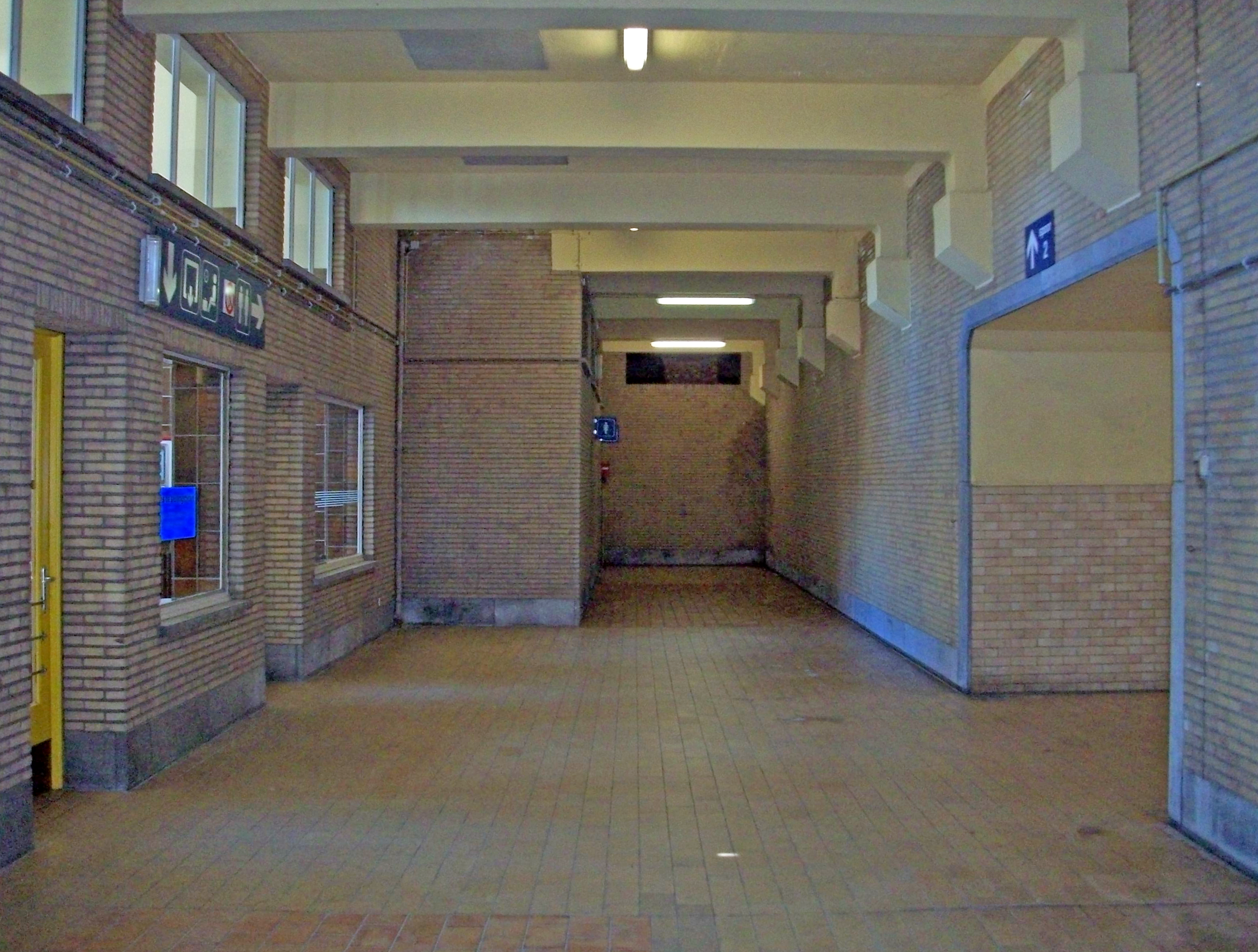
Accès aux quais.